# Anthoine Hubert
Anthoine Hubert (pronúncia em francês: [ɑ̃twan ybɛʁ]; Lyon, 22 de setembro de 1996 — Stavelot, 31 de agosto de 2019) foi um piloto de corrida profissional francês. Ele foi campeão da GP3 Series na temporada de 2018. Hubert morreu aos 22 anos após sofrer um acidente durante a corrida de Spa-Francorchamps, evento válido para o Campeonato de Fórmula 2 da FIA de 2019.

## Biografia
Anthoine Gérard Pol Hubert nasceu em Lyon, sendo filho de François Hubert, piloto amador de ralí, com Nathalie Gabert, e possuía um irmão chamado Victhor. Tonio, como era carinhosamente chamado, foi influenciado pelo pai a entrar no mundo do automobilismo, tendo admiração pelo compatriota Sébastien Loeb. Foi contemporâneo e amigo do piloto monegasco Charles Leclerc e dos compatriotas Esteban Ocon e Pierre Gasly, com quem chegou a dividir um alojamento por seis anos. À época de sua morte, Anthoine namorava Julie Lajoux.

## Carreira

### Kart
Hubert começou sua carreira no kart em 2006 aos doze anos. Em 2010, ele terminou como vice-campeão no CIK-FIA Karting Academy Trophy. Ele terminou em terceiro nos Campeonatos Mundiais de Kart da CIK-FIA "U18" de 2011 e 2012.

### Fórmula 4
Em 2013, Hubert se mudou para corridas de monopostos, juntando-se ao Campeonato Francês de Fórmula 4. Começou como grande favorito e liderou a maior parte do campeonato, sendo brevemente ameaçado por Jules Gounon, no entanto, Hubert recuperou a forma para ser campeão da F4 Francesa em sua primeira tentativa, terminando a temporada com onze vitórias e mais dois pódios, tendo 128,5 pontos de vantagem sobre Gounon, que ficou com o vice.

### Fórmula Renault
Em 2014, ele se formou para competir na Eurocopa de Fórmula Renault 2.0 com a Tech 1 Racing. Hubert terminou em décimo quinto no geral, com seis pontos e marcando pontos ao longo da temporada. Ele também participou da Fórmula Renault 2.0 Alpes como piloto convidado.
Para a temporada de 2015, Hubert permaneceu na Eurocopa e com a Tech 1. Ele terminou em quinto no campeonato com vitórias em Silverstone e Le Mans e com mais cinco pódios. Ele também conquistou vitórias em eventos selecionados na Alpes, onde venceu quatro das seis corridas que iniciou e terminou em segundo nas outras duas.

### Fórmula 3 Europeia
Em fevereiro de 2016, foi confirmado que Hubert faria sua estreia no Campeonato Europeu de Fórmula 3 da FIA, competindo com a equipe Van Amersfoort Racing, sendo companheiro de Callum Ilott, Harrison Newey e Pedro Piquet. Hubert conquistou sua primeira vitória na Fórmula 3 na segunda corrida em Norisring. Fechou o ano em oitavo, com três pódios e 160 pontos, ficando bem acima de Newey e de Piquet, mas três posições abaixo de Ilott.
Nesse mesmo ano, Hubert disputou a corrida da Fórmula 3 Masters em Zandvoort, onde foi sétimo colocado, uma posição atrás de seu companheiro Pedro Piquet, e ficou em 13º no Grande Prêmio de Macau.

### GP3 Series
Em novembro de 2016, Hubert participou dos testes de pós-temporada da GP3 Series com a equipe ART Grand Prix. Em fevereiro de 2017, ele foi contratado pela ART para competir na temporada de 2017, sendo parceiro do japonês Nirei Fukuzumi e dos britânicos Jack Aitken e George Russell.
A equipe dominou a temporada, vencendo o campeonato de construtores com facilidade, e ainda teve todos os seus pilotos sendo frequentes no pódio e ocupando as quatro primeiras posições do campeonato de pilotos. Mas Hubert foi o pior do quarteto da ART, sendo o único a não conquistar nenhuma vitória, tendo apenas quatro pódios, com seu melhor resultado sendo o segundo lugar na corrida longa de Silverstone. O francês terminou sua temporada de estreia na GP3 em quarto, com 134 pontos, 7 pontos atrás do terceiro colocado Fukuzumi, 13 abaixo do vice-campeão Aitken e com 93 pontos a menos do que Russell, campeão dominante.

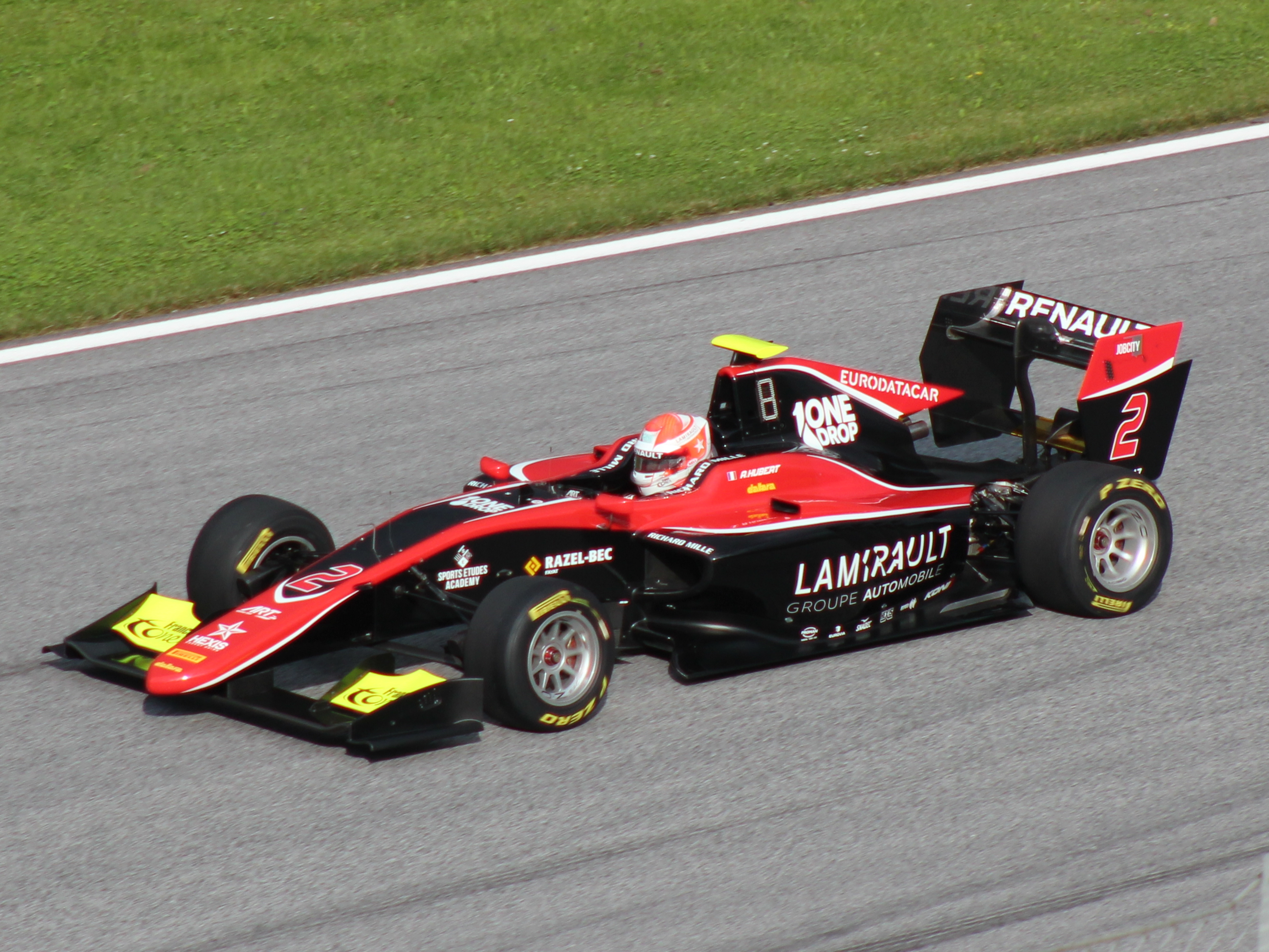
Hubert no Red Bull Ring em 2018

Hubert foi o único a continuar na GP3 para 2018, renovando com a ART e fazendo parceria com o russo Nikita Mazepin e com os britânicos Callum Ilott e Jake Hughes. O francês não começou necessariamente a temporada como o favorito ao título, já que seus companheiros de equipe britânicos estavam mais em alta, mas ele ganhou esse status logo no início graças aos seus resultados, com onze pódios em dezoito provas, incluindo duas vitórias em Paul Ricard e Silverstone. Sagrou-se campeão da categoria na corrida longa da última rodada em Yas Marina, que ele terminou em terceiro. Fechou o ano com 214 pontos, dezesseis a mais do que seu companheiro Mazepin, vice-campeão.

### Fórmula 2

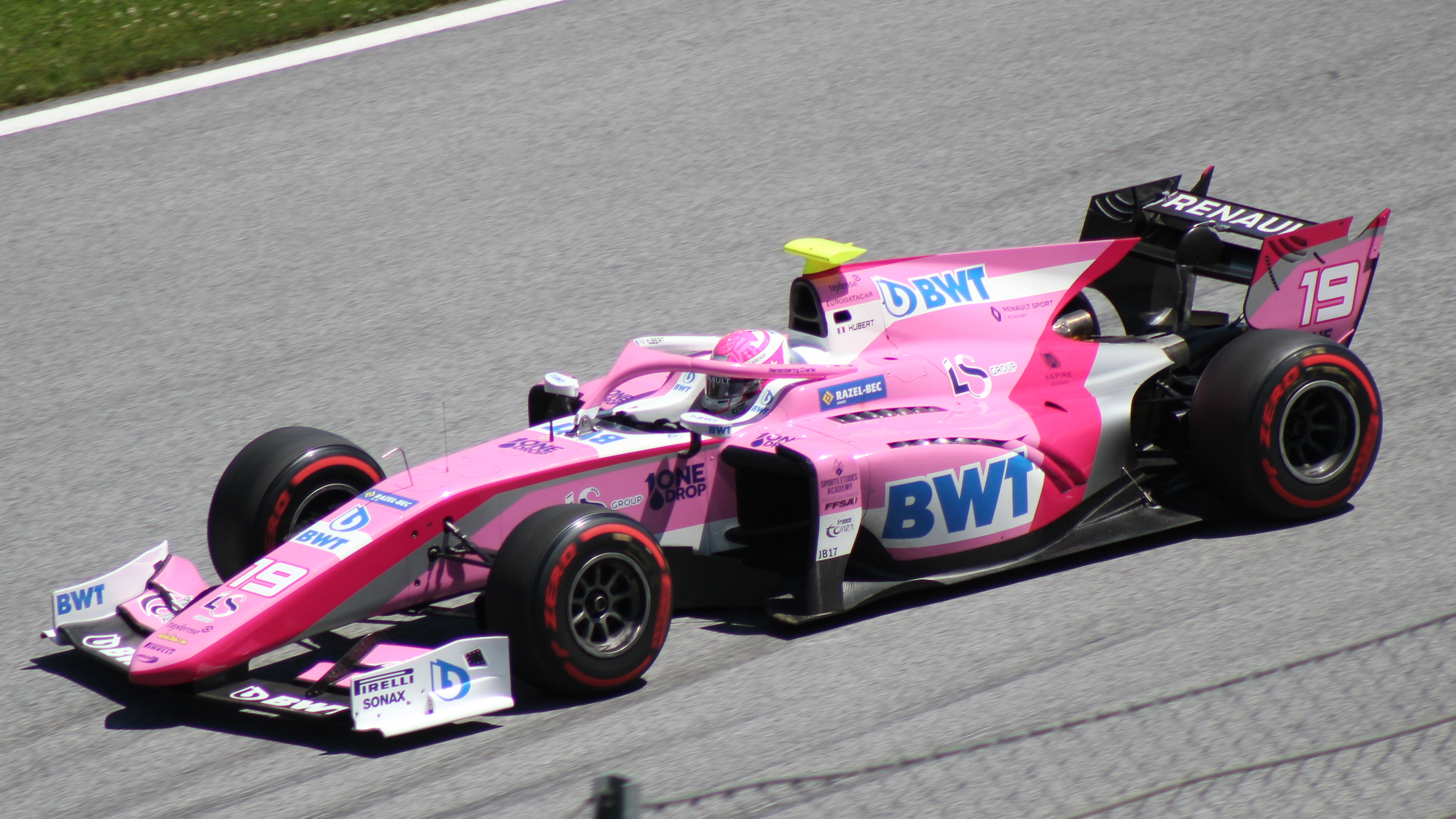
Hubert na etapa da Áustria da Fórmula 2 em 2019

Em novembro de 2018, Hubert participou do teste de pós-temporada do Campeonato de Fórmula 2 da FIA em Abu Dhabi com a equipe MP Motorsport. Em janeiro de 2019, o piloto ingressou na Fórmula 2 em tempo integral com a BWT Arden, tendo como companheira a colombiana Tatiana Calderón. Após um início irregular, Hubert tinha engatado uma sequência de sete corridas na zona de pontuação, com direito a duas vitórias: a primeira na corrida curta em Mônaco e a segunda na corrida curta em Paul Ricard. Mas a partir da corrida sprint da Áustria, o piloto ficou mais cinco corridas fora da zona de pontuação.
Hubert estava em sétimo lugar na etapa de Spa-Francorchamps, onde sofreu seu acidente fatal, e foi substituído pelo russo Artem Markelov, que usou o número 22 ao invés do 19 que estampava o carro do francês. Hubert encerrou a temporada em décimo lugar, com 77 pontos, tendo sido o único piloto da Arden a pontuar e a vencer no ano.

### Fórmula 1
Em maio de 2018, Hubert se tornou membro da Renault Sport Academy, a academia de jovens pilotos da equipe Renault de Fórmula 1. Em 2019, Hubert recebeu apoio total da Academia. Horas antes de seu falecimento, a Renault tinha anunciado a Hubert que ele seria mantido para 2020, com ele fazendo mais uma temporada de F2 para se preparar para sua promoção à F1.

## Morte
Em 31 de agosto de 2019, Hubert envolveu-se em um grave acidente no circuito de Spa-Francorchamps durante o Campeonato de Fórmula 2 da FIA, após perder o controle e ser atingido lateralmente pelo piloto equatoriano-estadunidense Juan Manuel Correa. Após o acidente, ele foi transportado para o centro médico do circuito, entretanto, morreu devido aos ferimentos.
O funeral de Hubert foi em 10 de setembro na Catedral de Chartres, Eure-et-Loir. Estiveram presentes sua família, amigos e muitas pessoas do mundo do automobilismo, incluindo o presidente da Federação Internacional do Automóvel, Jean Todt, o conselheiro da Renault e tetracampeão de F1 Alain Prost, além de pilotos como Charles Leclerc, Pierre Gasly, Esteban Ocon e George Russell.

## Legado e homenagens
No mesmo final de semana do falecimento de Hubert, ocorreu o Grande Prêmio da Bélgica da Fórmula 1, que foi a primeira vitória de Charles Leclerc na categoria. O monegasco da Ferrari dedicou a vitória ao piloto francês.
Durante a corrida seguinte em Monza, os pilotos da F2 e F3 prestaram tributo a Hubert, com um minuto de silêncio e o uso do adesivo "Racing for Anthoine". A pedido de todos os pilotos da F2, La Marseillaise, hino nacional da França, foi tocado no final da cerimônia do pódio da corrida longa italiana, em homenagem a Anthoine Hubert. No GP da Itália da F1, Pierre Gasly adotou a cor rosa, usada por Hubert, para seu capacete, que também tinha a frase "Forever with us Tonio" (Sempre conosco Tonio). Em setembro de 2019, os pilotos da Renault Sport Academy Zhou Guanyu, Jack Aitken (da F2), Max Fewtrell, Ye Yifei, Christian Lundgaard (da F3), Victor Martins, Caio Collet e Leonardo Lorandi (da Fórmula Renault Europeia) adotaram o design do capacete de Hubert para competir nas provas de suas respectivas categorias. Nesse mesmo mês, a FIA anunciou mudanças no circuito de Spa-Francorchamps, especialmente na área da Raidillon, onde Hubert se acidentou.
Em 9 de dezembro do mesmo ano, a Federação Francesa de Automobilismo o recompensou com uma homenagem póstuma, o Volante de Ouro. Seu número, 19, foi retirado do campeonato de Fórmula 2 pela FIA a partir das temporadas seguintes. Em 11 de dezembro, durante a cerimônia de premiação do Campeonato de Fórmula 2 da FIA em Mônaco, foi introduzido o Prêmio Anthoine Hubert, nomeado em homenagem ao francês, que foi o único novato na temporada a marcar duas vitórias. O prêmio é concedido ao piloto novato mais bem colocado na Fórmula 2. O destinatário inaugural foi Zhou Guanyu, que recebeu o troféu das mãos de Victhor, irmão de Anthoine. O prêmio continuou a ser concedido nos anos seguintes, laureando nomes como Yuki Tsunoda, Oscar Piastri, Ayumu Iwasa, Victor Martins e Gabriel Bortoleto.

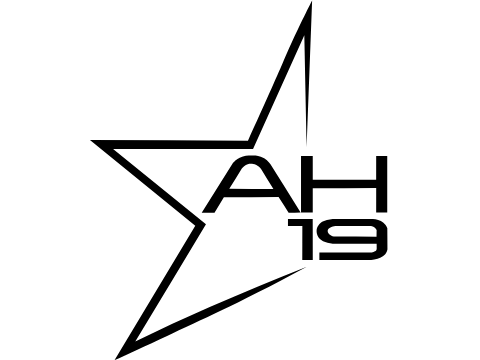
Insígnia AH19, que apareceu nos carros que competiram em Spa-Francorchamps em 2020

No primeiro aniversário de sua morte, muitas pessoas no paddock da F1 (incluindo seu amigo próximo Gasly) foram até a barreira de pneus Raidillon , onde Hubert bateu, para prestar suas homenagens. Em 2020, a etapa da F2 da Bélgica contou com diversos tributos a Hubert, que teve a presença de Juan Manuel Correa, então em uma cadeira de rodas. Os pilotos fizeram um minuto de silêncio, e na volta 19, mesmo número do carro que pertencia a Hubert na F2, os mecânicos de sua equipe Arden fizeram fila nos boxes e aplaudiram o francês. A transmissão exibiu um pequeno gráfico de lembrança para Hubert no lado superior direito (uma meia estrela com as iniciais de Hubert e seu número, AH19). Yuki Tsunoda dedicou sua vitória na corrida longa a Anthoine. Pierre Gasly voltou a homenagear Hubert com um capacete especial para o Grande Prêmio da Bélgica de 2020, que teve a cor rosa como predominante e incluiu fotos dele e de Hubert em preto e branco, além dos números 2, que Hubert usou em sua campanha vitoriosa na GP3, e 19, que o francês usou na F2. Todos os carros de corridas de monopostos na Bélgica durante o fim de semana da F1 tinham um adesivo AH19 neles.
Hubert é lembrado no jogo de corrida F1 2020, onde é um piloto selecionável. No ano de 2020, o circuito internacional de kart de Angerville passou a ser chamado de “Circuito Internacional Anthoine Hubert”, uma honraria ao piloto, que foi membro do clube "ASK Angerville" desde muito jovem. Victor Martins dedicou seu título na Fórmula 3 em 2022 ao compatriota e amigo. Hubert também passou a nomear um campeonato de kart da França, o Troféu Anthoine Hubert, a partir de 2024.

## Resultados

### Resumo da carreira
| Temporada | Categoria                   | Equipe                | Corridas | Vitórias | Poles | V.M.R. | Pódios | Pontos | Posição |
| --------- | --------------------------- | --------------------- | -------- | -------- | ----- | ------ | ------ | ------ | ------- |
| 2013      | Fórmula 4 Francesa          | Auto Sport Academy    | 21       | 11       | 10    | 8      | 13     | 365    | 1º      |
| 2014      | Eurocopa de Fórmula Renault | Tech 1 Racing         | 14       | 0        | 0     | 0      | 0      | 30     | 15º     |
| 2014      | Fórmula Renault 2.0 Alpes   | Tech 1 Racing         | 6        | 0        | 0     | 0      | 0      | N/A    | NC†     |
| 2015      | Eurocopa de Fórmula Renault | Tech 1 Racing         | 17       | 2        | 2     | 2      | 7      | 172    | 5º      |
| 2015      | Fórmula Renault 2.0 Alpes   | Tech 1 Racing         | 6        | 4        | 4     | 3      | 6      | N/A    | NC†     |
| 2016      | Fórmula 3 Europeia          | Van Amersfoort Racing | 30       | 1        | 1     | 1      | 3      | 160    | 8º      |
| 2016      | Fórmula 3 Masters           | Van Amersfoort Racing | 1        | 0        | 0     | 0      | 0      | N/A    | 7º      |
| 2016      | Grande Prémio de Macau      | Van Amersfoort Racing | 1        | 0        | 0     | 0      | 0      | N/A    | 13º     |
| 2017      | GP3 Series                  | ART Grand Prix        | 15       | 0        | 0     | 4      | 4      | 123    | 4º      |
| 2018      | GP3 Series                  | ART Grand Prix        | 18       | 2        | 2     | 4      | 11     | 214    | 1º      |
| 2019      | Fórmula 2                   | BWT Arden             | 16       | 2        | 0     | 0      | 2      | 77     | 10º     |
| Fonte:    |                             |                       |          |          |       |        |        |        |         |

† Hubert era piloto convidado, portanto, inelegível para pontuar.

### Resultados completos da GP3 Series
(Legenda) (Corridas em negrito indicam pole position) (Corridas em itálico indicam pontos pela volta mais rápida)
| Ano  | Equipe         | 1         | 2         | 3         | 4         | 5          | 6         | 7         | 8         | 9           | 10        | 11        | 12        | 13        | 14          | 15         | 16        | 17        | 18          | Pos. | Pts. | Ref.   |
| ---- | -------------- | --------- | --------- | --------- | --------- | ---------- | --------- | --------- | --------- | ----------- | --------- | --------- | --------- | --------- | ----------- | ---------- | --------- | --------- | ----------- | ---- | ---- | ------ |
| 2017 | ART Grand Prix | CAT FEA 5 | CAT SPR 4 | RBR FEA 4 | RBR SPR 7 | SIL FEA 2  | SIL SPR 8 | HUN FEA 3 | HUN SPR 5 | SPA FEA Ret | SPA SPR 7 | MNZ FEA 3 | MNZ SPR C | JER FEA 5 | JER SPR 3   | YMC FEA 11 | YMC SPR 5 |           |             | 4º   | 123  | [ 58 ] |
| 2018 | ART Grand Prix | CAT FEA 2 | CAT SPR 2 | LEC FEA 1 | LEC SPR 7 | RBR FEA 17 | RBR SPR 9 | SIL FEA 1 | SIL SPR 4 | HUN FEA 3   | HUN SPR 3 | SPA FEA 3 | SPA SPR 2 | MNZ FEA 2 | MNZ SPR DSQ | SOC FEA 3  | SOC SPR 4 | YMC FEA 3 | YMC SPR Ret | 1º   | 214  | [ 59 ] |

### Resultados completos da Fórmula 2
(Legenda) (Corridas em negrito indicam pole position) (Corridas em itálico indicam pontos pela volta mais rápida para os 10 primeiros colocados)
| Ano  | Equipe    | 1         | 2         | 3          | 4          | 5         | 6         | 7         | 8         | 9         | 10        | 11        | 12         | 13         | 14         | 15         | 16         | 17        | 18        | 19      | 20      | 21      | 22      | 23      | 24      | Pos. | Pts. | Ref.   |
| ---- | --------- | --------- | --------- | ---------- | ---------- | --------- | --------- | --------- | --------- | --------- | --------- | --------- | ---------- | ---------- | ---------- | ---------- | ---------- | --------- | --------- | ------- | ------- | ------- | ------- | ------- | ------- | ---- | ---- | ------ |
| 2019 | BWT Arden | BHR FEA 4 | BHR SPR 9 | BAK FEA 10 | BAK SPR 11 | CAT FEA 6 | CAT SPR 5 | MON FEA 8 | MON SPR 1 | LEC FEA 8 | LEC SPR 1 | RBR FEA 4 | RBR SPR 17 | SIL FEA 18 | SIL SPR 11 | HUN FEA 11 | HUN SPR 11 | SPA FEA C | SPA SPR C | MNZ FEA | MNZ SPR | SOC FEA | SOC SPR | YMC FEA | YMC SPR | 10º  | 77   | [ 60 ] |